# 100 choses à faire avant le lycée
100 choses à faire avant le lycée (100 Things to Do Before High School) est un sitcom américain en 26 épisodes de 22 minutes créé par Scott Fellows et diffusé entre le 11 novembre 2014 et le 27 février 2016 sur Nickelodeon et au Canada à partir du 8 octobre 2015 sur YTV.
En France, la série est diffusée depuis le 11 janvier 2016 sur Nickelodeon et rediffusée sur Nickelodeon 4Teen depuis août 2017. Elle reste inédite au Canada en français.

## Synopsis
Trois meilleurs amis d'enfance se lancent dans une quête pour tirer le meilleur parti de leurs deux dernières années de collège en faisant une liste de 100 choses à atteindre avant qu'ils ne partent au lycée. Avec la liste et l'aide de leur conseiller d'éducation, ils le font à travers les hauts et les bas de l'école intermédiaire. Cela peut tourner mal....

## Distribution
- Isabela Moner (VF : Zina Khakhoulia puis VFB: Audrey d'Hulstère) : CJ Martin
- Jaheem King Toombs (VFB : Alessandro Bevilacqua) : Fenwick Frazier
- Owen Joyner (VFB : Pierre Le Bec) : Cristian « Cripso » Powers
- Jack DeSena (VFB : Sébastien Hébrant) : Mr. Roberts
- Brady Reiter (VFB : Élisabeth Guinand) : Mindy Minus
- Henry Dittman (en) (VFB : Franck Dacquin) : Mr. Martin
- Lisa Arch (VFB : France Bastoen) : principale Hader
- Stephanie Escajeda (VFB : Fabienne Loriaux) : Mme Martin

## Fiche technique
- Titre original : 100 Things to Do Before High School
- Titre français : 100 choses à faire avant le lycée
- Création : Scott Fellows
- Réalisation : Jonathan Judge, Carlos Gonzalez, Savage Steve Holland, Melissa Kosar, Julian Petrillo, Joe Menedez, Stewart Schill
- Scénario : Scott Fellows, Julie Brown, Keith Wagner, Nathan Knetchel, Mark Fellows, Lazar Saric, Katie Mattila, Sona Panos
- Musique : Brand New Day (chanté par Isabela Moner)
- Production :
  - Producteur(s) : Steve Burgess
  - Producteur(s) exécutif(s) : Scott Fellows
- Société(s) de production : Jack Mackie Poctures & Nickelodeon Productions
- Pays d'origine : États-Unis
- Langue originale : Anglais
- Genre : Sitcom
- Durée : 22 minutes

## Épisodes
| Saison | Saison | Épisodes | Épisodes | États-Unis       | États-Unis        | France          | France          |
| Saison | Saison | Épisodes | Épisodes | Début            | Fin               | Début           | Fin             |
| ------ | ------ | -------- | -------- | ---------------- | ----------------- | --------------- | --------------- |
|        | 1      | 26       | 12       | 11 novembre 2014 | 26 septembre 2015 | 11 janvier 2016 | 26 janvier 2016 |
|        | 1      | 26       | 12       | 3 octobre 2015   | 27 février 2016   | 27 janvier 2016 | 7 juin 2016     |

### Saison 1 - Partie 1 (2014-2015)
| №  | #  | Titre français                            | Titre original                               | Diffusion française | Diffusion originale | Code prod. |
| -- | -- | ----------------------------------------- | -------------------------------------------- | ------------------- | ------------------- | ---------- |
| 1  | 1  | La rentrée                                | Special                                      | 3 janvier 2016      | 11 novembre 2014    | 101        |
| 2  | 2  | La rentrée                                | Special                                      | 3 janvier 2016      | 11 novembre 2014    | 102        |
| 3  | 3  | Former un groupe !                        | Start a Garage Band Thing!                   | 15 janvier 2016     | 30 mai 2015         | 105        |
| 4  | 4  | Courir avec les Bears !                   | Run with the Bears Thing!                    | 18 janvier 2016     | 6 juin 2015         | 106        |
| 5  | 5  | Dire "Oui" à tout pendant une journée !   | Say "Yes" to Everything for a Day Thing!     | 14 janvier 2016     | 13 juin 2015        | 104        |
| 6  | 6  | Devenir une bonne fée !                   | Be a Fairy Godmother Thing!                  | 19 janvier 2016     | 20 juin 2015        | 107        |
| 7  | 7  | Passer une nuit blanche2 !                | Stay Up All Night Thing!                     | 20 janvier 2016     | 27 juin 2015        | 108        |
| 8  | 8  | Adopter un paquet de farine !             | Adopt a Flour Baby Thing!                    | 21 janvier 2016     | 11 juillet 2015     | 109        |
| 9  | 9  | Changer de look et voir ce qui se passe ! | Change Your Look and See What Happens Thing! | 22 janvier 2016     | 18 juillet 2015     | 110        |
| 10 | 10 | Trouver notre super-pouvoir !             | Find Your Super Power Thing!                 | 13 janvier 2016     | 25 juillet 2015     | 103        |
| 11 | 11 | Organiser une chasse au trésor !          | Scavenger Hunt Thing!                        | 25 janvier 2016     | 19 septembre 2015   | 111        |
| 12 | 12 | Se faire un nouvel ami !                  | Make a New Friend Thing!                     | 26 janvier 2016     | 26 septembre 2015   | 112        |

### Saison 1 - Partie 2 (2015-2016)
| N° | #  | Titre français                                                                                  | Titre original                                                                 | Diffusion française | Diffusion originale | Code prod. |
| -- | -- | ----------------------------------------------------------------------------------------------- | ------------------------------------------------------------------------------ | ------------------- | ------------------- | ---------- |
| 13 | 1  | Devenir un savant fou !                                                                         | Be a Mad Scientist Thing!                                                      | 27 janvier 2016     | 3 octobre 2015      | 113        |
| 14 | 2  | Rejoindre un club !                                                                             | Join a Club Thing!                                                             | 23 mai 2016         | 10 octobre 2015     | 115        |
| 15 | 3  | Profiter au mieux de sa journée quand on est malade                                             | Get the Most Out of a Sick Day Thing!                                          | 25 mai 2016         | 7 novembre 2015     | 117        |
| 16 | 4  | S'asseoir à une table différente pour le déjeuner                                               | Sit at a Different Lunch Table Thing!                                          | 24 mai 2016         | 14 novembre 2015    | 116        |
| 17 | 5  | Survivre au virus de l'espace en étant coincés dans la dernière base opérationnelle sur terre ! | Survive the Virus Attack Trapped in the Last Home Base Station on Earth Thing! | 30 mai 2016         | 21 novembre 2015    | 121        |
| 18 | 6  | Faire une campagne électorale                                                                   | Run for Office Thing!                                                          | 27 mai 2016         | 9 janvier 2016      | 119        |
| 19 | 7  | Toujours dire la vérité (ou presque) !                                                          | Always Tell the Truth (But Not Always) Thing!                                  | 2 juin 2016         | 16 janvier 2016     | 124        |
| 20 | 8  | Devenir millionnaire et tout partager !                                                         | Become a Millionaire and Give It All Away Thing!                               | 31 mai 2016         | 23 janvier 2016     | 122        |
| 21 | 9  | Laisser sa marque                                                                               | Leave Your Mark Thing!                                                         | 26 mai 2016         | 30 janvier 2016     | 118        |
| 22 | 10 | Rencontrer son idole                                                                            | Meet Your Idol Thing!                                                          | 1er juin 2016       | 6 février 2016      | 123        |
| 23 | 11 | Exceller dans un domaine                                                                        | Master a Thing Thing!                                                          | 30 mai 2016         | 13 février 2016     | 120        |
| 24 | 12 | Lever la main !                                                                                 | Raise Your Hand Thing!                                                         | 6 juin 2016         | 20 février 2016     | 126        |
| 25 | 13 | Se faire pré-briser le cœur !                                                                   | Get Your Heart Pre-Broken Thing!                                               | 7 juin 2016         | 27 février 2016     | 114        |

## Audience
La diffusion du premier épisode aux États-Unis a réuni plus de 2 millions de téléspectateurs.